# Одін

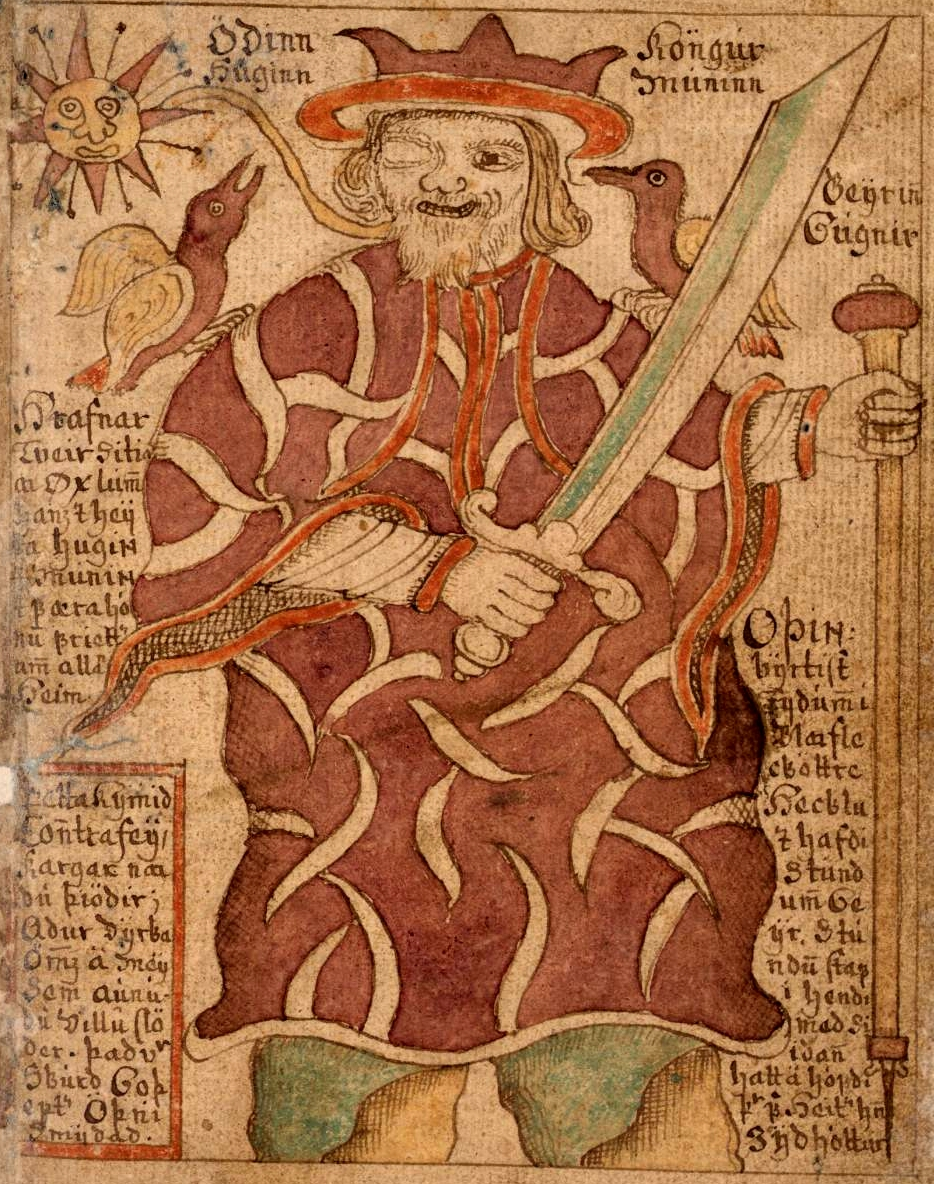
Одін та його ворони, Хугін і Мунін, на ілюстрації ісландського манускрипту XVIII століття

О́дін (рідше О́дин; давньоісланд./давньосканд.: Óðinn), також відомий як Оден (швед. Oden) — верховний бог пізньої германської та скандинавської міфології. Він уособлює смерть, мудрість, зцілення, бойові дії, царську владу, магію, безумство, військові конфлікти, поезію, перемогу та полювання. Його вважали покровителем у цих численних сферах життя. Йому відповідають імена Вотан (давньоверхньонімецька), Водан (давньосаксонська) та Воден (давньоанглійська) у західних німців.  
Резиденція Одіна — палац Валаскьяльф в Асгарді, де знаходиться його трон Глідскьяльф, з якого він може спостерігати за дев'ятьма світами норвезької космології. Він володіє кількома казковими предметами, списом Ґунґніром і перснем Драупніром, а також їздить на восьминогому коні, на ім'я Слейпнір. Його володіння недоступні для смертних і з'єднані з землею веселкою, яку можуть бачити лише боги та деякі з істот, що їм служать.
Син Бора та велетки Бестли, його брати — Вілі та Ве. Його дружина — Фріґґа, у нього багато дітей, серед яких боги Тор, Бальдр, Брагі, Гед і Гермод.

## Етимологія
Первісне ім'я цього божества, мабуть, було *Wōđinaz або *Wōđanaz у спільногерманській мові, від *wóðana- («гнів, божевілля»). У західногерманській мовній групі ми знаходимо Wotan, Wōdan у німецькій мові або Wōden в англосаксонській, що відповідає Óðinn у давньоскандинавській (північногерманській) мові. Форма Одін (Odin) зазвичай використовується в українській мові.
Теонім Óðinn походить від давньоскандинавського óðr, «лютий, нетерплячий, божевільний» (ісландське, фарерське óður), або навіть, що менш імовірно, óðr у значенні «поезія, пісня». Óðr походить від спільногерманського *wōd or, яке також дало готське wōds («гнівний, одержимий»), давньоанглійське wōd і німецьке Wut («гнів»).
Подібно до того, як романські мови використовують певні імена римських богів для позначення днів тижня, германські мови використовують імена германських богів для позначення певних днів. Оскільки римляни уподібнювали Одіна Меркурію (який дав своє ім'я дню тижня, середі), ім'я бога було знайдене в назві цього дня в давньоскандинавській мові (óðinsdagr, «день Одіна») і збереглося в більшості сучасних германських мов: Wednesday в англійській (давньоанглійська: wōdnesdæg), woensdag у голландській, onsdag у данській, норвезькій та шведській (німецька та ісландська мови, з іншого боку, використовують нейтральні терміни, Mittwoch та miðvikudagur відповідно).

## Згадки в текстах

### Адам з Бремена
«Gesta Hammaburgensis ecclesiae pontificum» (укр. Діяння архієпископів Гамбурзької церкви), написана Адамом Бременським близько 1080 року, є найдавнішим письмовим джерелом про дохристиянські релігійні практики в Скандинавії. Адам Бременський стверджує, що мав доступ до першоджерел про язичницькі практики у Швеції. Його опис храму в Упсалі містить кілька деталей про Одіна. Він описує храм, повністю покритий золотом, де люди поклоняються трьом богам: Тор, наймогутніший, займає трон посеред кімнати, а Вотан (Одін) і Фрікко (Фрейр) мають свої місця по обидва боки.

### Старша Едда
Едда є джерелом давньоскандинавського фольклору та містить оповіді про богів і героїв германо-скандинавської міфології. Згідно з Еддою, Одін був головним богом у пантеоні асів. Його батьками були Бестла та Бор, а братами — Ве і Вілі. Разом вони подолали велетня Іміра та створили світ з його тіла.
Вілі походить від давньогерманського «Wille» («воля» українською), а Ве — від германського «Wei» («святий»). Серед дітей Одіна був Тор, син від богині землі Йорд, проте дружиною самого Одіна вважалася богиня Фріґґа, від якої він мав сина Бальдра. Від велетки Грід в Одіна був син Відар, а від велетки Рінд — син Валі. Багато королівських родів стверджували своє походження від Одіна.
У поемі «Völuspá» зі Старшої Едди віщунка (вьольва) відкриває Одіну минуле і майбутнє, включно з його власною смертю. Вона розповідає про його народження від Бура та Бестли і про створення світу асами. Згадується війна асів з ванами, жертва Одіна оком у фонтані Мімір, вбивство Бальдра і Рагнарок — гибель світу, в якому Одіна вбиває вовк Фенрір, який згодом гине від руки Відара. Наприкінці світ відроджується з океанів.
У поемі «Локасенна» Одін захищає Гефьйон від насмішок Локі, який також глузує з Одіна за практику чаклунства сейд, вважаючи це жіночим заняттям. У «Гавамаль» розповідається, як Одін здобув знання рун, повісившись на Світовому Дереві Іґґдрасілі. У «Гарбардслйод» він, замаскований під перевізника Гарбарда, сперечається зі своїм сином Тором.

## Атрибути

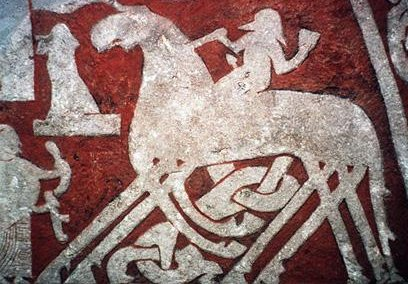
Одін в'їжджає на Слейпнірі в Валгаллу

Атрибутами Одіна є восьминогий кінь Слейпнір та відрубана голова Міміра, яка пророкує майбутнє. Йому слугують валькірії, які забирають у Валгаллу душі загиблих воїнів, що допомагатимуть Одіну в його останній битві наприкінці часу. Резиденцією Одіна є Асгард. Одін ув'язнив одну із валькірій, Брунгільду в кільці вогню за непослух, звідки її врятував Сігурд. Він був настільки ж суворим стосовно Геда, сліпого бога, який випадково вбив свого брата Бальдра. Одін та гігантеса Рінд виростили сина Валі з метою, щоб той убив Геда.
Одіну належать численні магічні артефакти: викуваний гномами спис Ґунґнір, який ніколи не промахується, магічне золоте кільце Драупнір, із котрого кожної ночі з'являються вісім нових кілець, восьминогий кінь Слейпнір, та два ворони, Хугін і Мунін (Думка та Пам'ять), які подорожують світом та збирають для нього інформацію (Стяг Крука — вважається одним із символів Одіна). Йому також слугує пара вовків, Гері і Фрекі («Жадібний» і «Зажерливий»), яких він годує своєю їжею, оскільки сам нічого не їсть, лише п'є вино. Зі свого трону Глідск'яльв (розташованого у Валаск'яльфі) Одін може бачити все, що коїться у світі.

## Звичаї та вірування
У народних віруваннях до сучасності збереглося уявлення про те, що Водан/Одін під час осінніх штормів рухається по небу з армією мертвих на дике полювання (данське Odins hunts, шведське Odensjakt, давньоскандинавське Asgardareid). Водан, як повелитель мертвих і бурі, відігравав особливу роль у язичницьких осінніх святах. У саксонських землях до наших днів зберігся звичай (наприклад, у Східній Вестфалії) приносити жертву давньому богу під час збору врожаю. Це міг бути залишений нескошеним куточок поля, або прохання про благословення на наступний рік, віддаючи частину врожаю, або, як було заведено до 16 століття, розливання пива як підбадьорення і танці на честь «Водена».
Якоб Грімм показав, що приказки та благословення, пов'язані з врожаєм, зокрема, стосуються Водана. Це було особливо актуально в колишніх саксонських регіонах сучасної Нижньої Саксонії та Вестфалії, а також у саксонських поселеннях в Англії, де культ Водана був глибоко вкорінений у генеалогічних сагах і пронизує традиційні звичаї донині. Зокрема, Грімм зібрав приказки на нижньонімецьких діалектах, які виголошували під час жнив у Мекленбурзі та Шаумбург-Ліппе.

## Одін у сучасній культурі
- Вотан є основним персонажем у Вагнеровому Кільці Нібелунга. Одіну поклоняються також послідовники германських реконструктивістських неоязичницьких культів (рух Асатру та інші). Одін є частим персонажем фентезійних творів.
- У 1943 році назву «Вотан» носила укріплена лінія німецької оборони, яка простягалася вздовж правого берега річки Молочної Запоріжжя. Ця лінія була південним флангом так званого «Східного валу» (дивись: Битва за Дніпро).